# 이토 히로키 (1978년)
이토 히로키(일본어: 伊藤 宏樹, 1978년 7월 27일 ~ )는 일본의 전 축구 선수이다.

## 구단 경력
과거 가와사키 프론탈레에서 활동하였다.